# George Cleghorn
George Cleghorn (Granton, 18 de desembre de 1716-Dublín, desembre 1789) va ser un metge escocès conegut pels seus treballs sobre febres i malària.

## Vida
Nascut a Granton, el 18 de desembre de 1716, Cleghorn era el més jove de cinc germans. Va començar la seva educació a l'escola de gramàtica de Cramond, i va ingressar a la Universitat d'Edimburg com a estudiant de física sota Alexander Monro el 1781, vivint a casa seva. En el mateix any, quan John Fothergill va anar a Edimburg, va conèixer Cleghorn i es van fer amics.
El 1736, Cleghorn va ser nomenat cirurgià del 22è Regiment de Peu, situat a Menorca, i va romandre a l'illa fins que va ser destinat a Dublín el 1749. Mentre Cleghorn estava a Londres el 1750 va assistir a les conferències anatòmiques de William Hunter.
Cleghorn es va establir a Dublín el 1751, i va començar a donar conferències d'anatomia, i uns anys més tard es va convertir en el primer professor d'anatomia al Trinity College. Les seves conferències van incloure l'anatomia comparativa i quirúrgica i els principis generals de la fisiologia.
Cleghorn no va tenir fills biològics, però va criar els nou fills d'un germà mort. Un d'ells, William Cleghorn, es va graduar a Edimburg el 1779 i va publicar una tesi sobre la teoria del foc, però va morir pocs anys després de la seva graduació.
Els darrers anys de la seva vida, els va passar en una petita granja que tenia, prop de Dublín. Va ser un dels membres originaris de la Royal Irish Academy. Va morir al desembre de 1789.

## Treball
El treball més important de Cleghorn va ser Observacions sobre malalties epidèmiques a Menorca de l'any 1744 a 1749 (1751). Després d'haver respost amb Fothergill sobre les seves observacions mèdiques a Menorca, Cleghorn va ser persuadit de redactar els continguts de les seves cartes. Hi ha set capítols d'observacions originaris sobre les malalties dels habitants i de les tropes britàniques. Cleghorn havia fet molts exàmens post mortem.
Les afirmacions inexplicables en els escrits hipocràtics, va afirmar Cleghorn, es van fer clares amb les observacions clíniques sobre les costes mediterrànies i el context en què les malalties, tant agudes com cròniques, sovint es modifiquen per la febre malària. La patologia de la febre entèrica i la pneumònia aguda es desconeix en el moment, però el llibre dona compte del curs de la febre entèrica complicada amb la tertiana, amb disenteria i amb pneumònia. Se'n van publicar quatre edicions durant la vida de l'autor i una cinquena amb algunes modificacions l'any 1815.